# Fundação Memorial das Vítimas do Comunismo

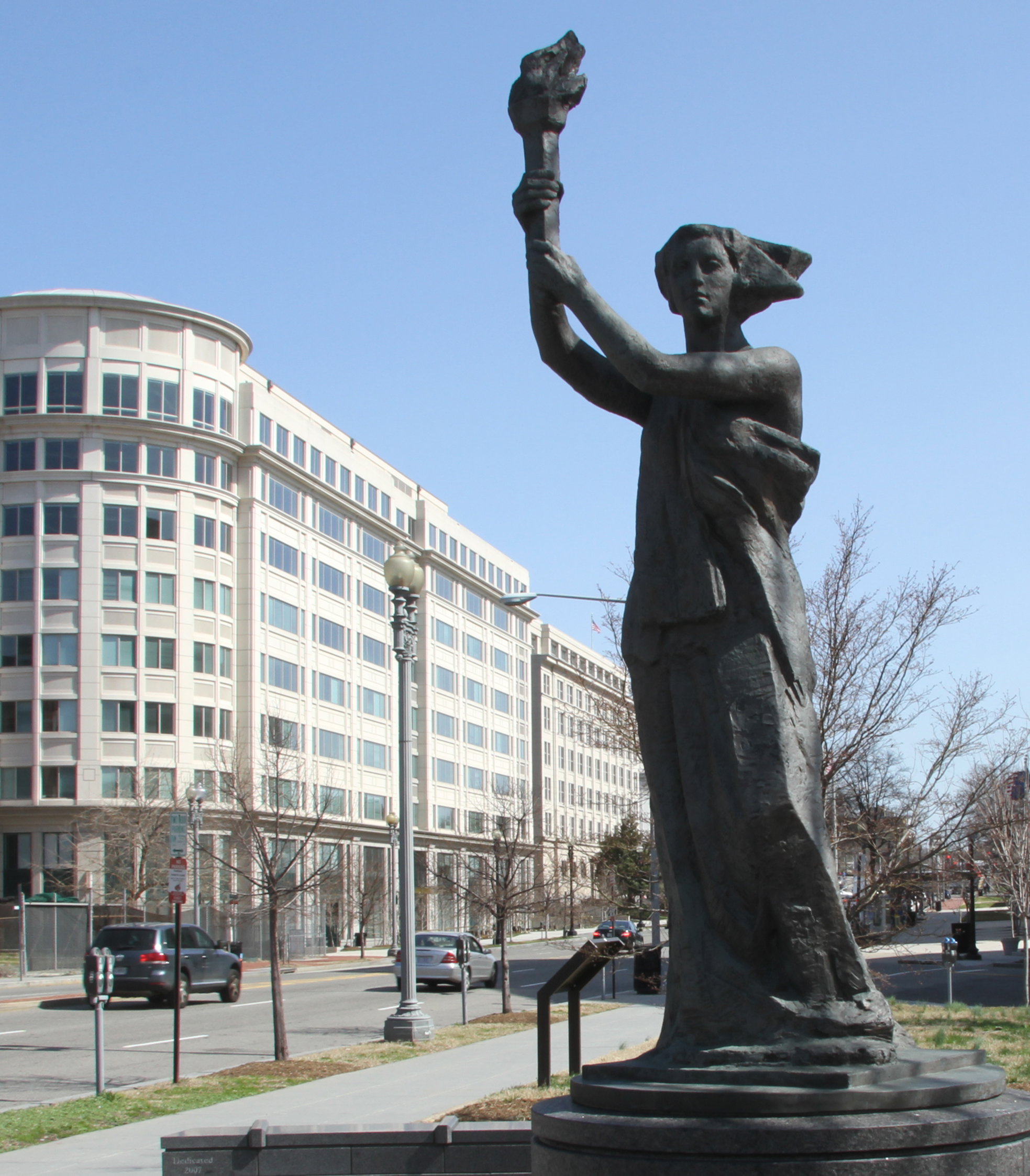
Memorial das Vítimas do Comunismo. A estátua é uma recriação de Thomas Marsh da "Deusa da Democracia", que foi destruída na Praça da Paz Celestial pelo governo da República Popular da China

A Fundação Memorial das Vítimas do Comunismo (em inglês:  Victims of Communism Memorial Foundation) é uma organização anticomunista sem fins lucrativos nos Estados Unidos, autorizada por uma Lei do Congresso unânime em 1993 com o objetivo de "educar os americanos sobre a ideologia, história e legado do comunismo". A fundação foi responsável pela construção do Memorial das Vítimas do Comunismo em Washington, DC. É membro da Plataforma de Memória e Consciência Europeia da União Europeia. 

## História
Em 1991, o senador Steve Symms e a representante Dana Rohrabacher introduziram resoluções concorrentes no Congresso dos Estados Unidos, instando a construção de "um Memorial Internacional para as Vítimas do Comunismo em um local apropriado dentro dos limites do Distrito de Columbia e para a nomeação de uma comissão", supervisionar o projeto, a construção e todos os outros detalhes pertinentes do memorial."
Em 1993, Rohrabacher e o senador Jesse Helms patrocinaram emendas à Lei da Amizade de 1993, que autorizou essa construção. A lei foi sancionada pelo presidente Bill Clinton em 17 de dezembro de 1993. A lei citou "as mortes de mais de 100.000.000 de vítimas em um holocausto imperial sem precedentes" e decidiu que "os sacrifícios dessas vítimas deveriam ser permanentemente memorizados, para que nunca mais nações e povos permitissem que uma tirania tão má aterrorizasse o mundo". O número de 100 milhões de vítimas tem como base uma série de levantamentos que inspiraram o Livro Negro do Comunismo.
De acordo com o Título IX, Seção 905 da Lei Pública 103-199, uma organização independente deveria ser estabelecida para construir, manter e operar o Memorial das Vítimas do Comunismo em Washington, DC, bem como coletar as contribuições para a criação do memorial e incentivar a participação de todos os grupos sofridos sob o comunismo.
Em 2007, a fundação completou o Memorial das Vítimas do Comunismo, dedicado pelo presidente George W. Bush.
Desde março de 2014, Marion Smith atua como diretora executiva.
Em 2016, a Fundação divulgou uma lista de 51 prisioneiros de consciência em Cuba, pouco antes da visita do presidente Barack Obama e do encontro com Raúl Castro.
Em 2020, a fundação divulgou um relatório chamando a atenção para a extração de órgãos de praticantes do Falun Gong e uigures na China.
Em abril de 2020, a organização anunciou que adicionará as vítimas globais da pandemia do COVID-19 ao número de mortos do comunismo, culpando o governo chinês pelo surto e por todas as mortes causadas por ele.

## Programas

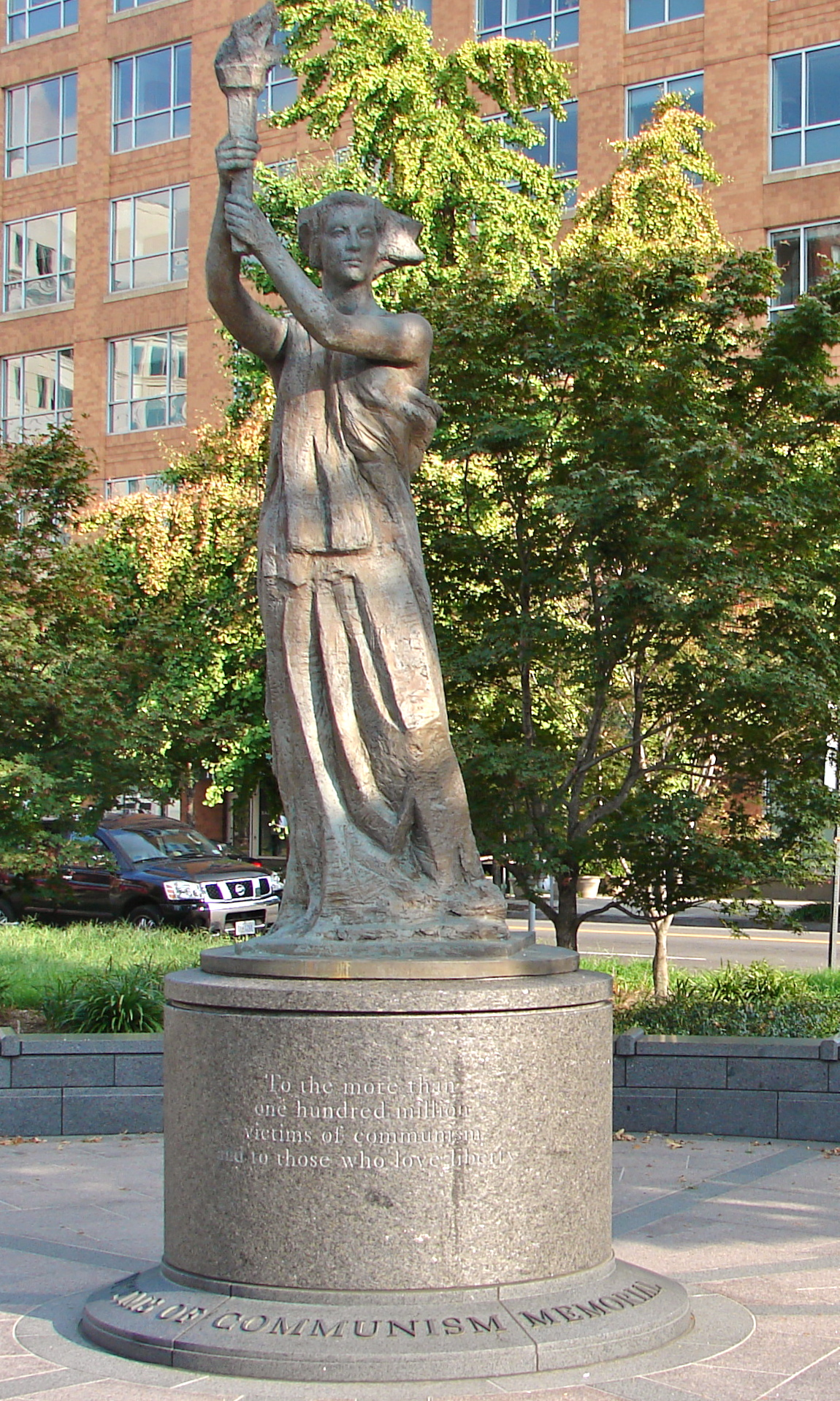
O pedestal contém a inscrição: "Às mais de cem milhões de vítimas do comunismo e àqueles que amam a liberdade."

### Memorial das Vítimas do Comunismo
O memorial foi dedicado em 12 de junho de 2007 - o 20º aniversário do discurso do presidente Ronald Reagan, "Derrube este muro", em Berlim. A inauguração da estátua em Washington DC ganhou atenção da imprensa internacional.
O local foi um presente do Serviço de Parques dos EUA, e o custo restante, mais de US $ 1 milhão, foi levantado de fontes privadas. Esculpida por Thomas Marsh, é uma réplica em bronze de 10 pés da estátua da Deusa da Democracia em papel machê feita por manifestantes estudantes da democracia que antecederam o massacre da Praça da Paz Celestial em 1989.

### Museu
A fundação tem como objetivo construir um museu em Washington, DC A fundação está trabalhando em um orçamento proposto para um museu perto do National Mall e recebeu uma doação de US $ 1 milhão para o museu pelo governo da Hungria. Os planos para o museu incluem espaço para exposições, auditório, arquivos e estudiosos residentes.

### Medalha da Liberdade Truman-Reagan
A Fundação apresenta anualmente sua Medalha de Liberdade Truman-Reagan em um evento que homenageia os opositores ao comunismo e foi usada para arrecadar fundos para a construção do memorial. Os destinatários anteriores incluem Myroslav Marynovych, Chen Guangcheng, Tom Lantos, Papa João Paulo II, Václav Havel, Yang Jianli, pe. Nguyen Van Ly, Yelena Bonner, William F. Buckley Jr., Richard Pipes, Guillermo Fariñas, Lane Kirkland, Armando Valladares, János Horváth, Lech Wałęsa, Anna Walentynowicz, National Endowment for Democracy e Henry "Scoop" Jackson.

### Projetos
Em 2015, a fundação lançou uma série de vídeos biográficos chamada Witness Project, com entrevistas com testemunhas do comunismo. Outros projetos incluem seminários nacionais para professores do ensino médio e para campus universitários.

## Pessoas

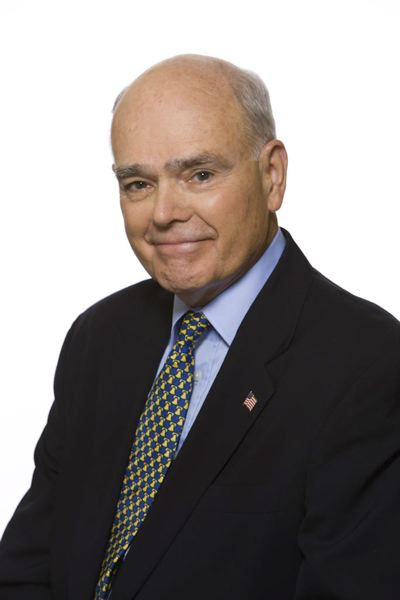
Presidente Lee Edwards

Seu presidente é o estudioso conservador Lee Edwards, um membro fundador da Young Americans for Freedom e ilustre colega de pensamento conservador no think tank conservador The Heritage Foundation. Seu presidente emérito era Lev Dobriansky. O conselho consultivo nacional inclui Dennis DeConcini, Paul Hollander, John K. Singlaub, John Earl Haynes e George Weigel. Ex-membros (falecidos) incluem Robert Conquest, Richard Pipes, Rudolph Rummel e Jack Kemp.
O conselho consultivo internacional inclui Sali Berisha, Vladimir Bukovsky, Emil Constantinescu, Mart Laar, Vytautas Landsbergis, Guntis Ulmanis, Armando Valladares e Lech Walesa. Os ex-membros incluem Yelena Bonner, Brian Crozier, Árpád Göncz e Václav Havel.